# Palacio municipal de Tizimín
El palacio municipal de Tizimín es el edificio sede del ayuntamiento de Tizimín.
Es un edificio público que se ubica en el primer cuadro de la ciudad de Tizimín, Yucatán.
Fue incendiado en 1972 durante los disturbios por la oposición a la reubicación de la plaza de toros de la ciudad.

## Historia

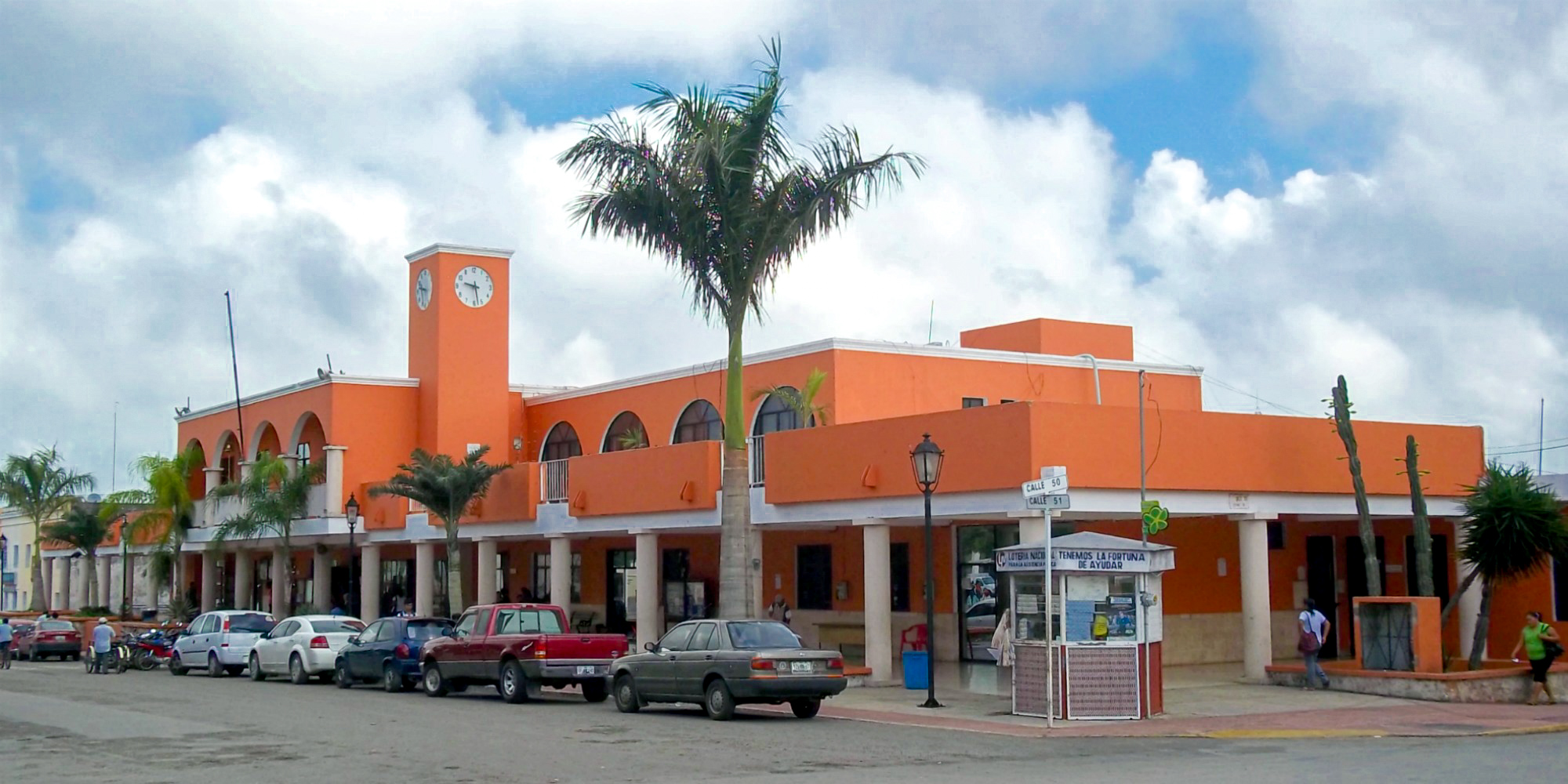
Palacio municipal en el año 2011

El 19 de noviembre de 1972, fue incendiado, por un grupo de personas que se oponían al cambio de sede de la plaza de toros y a la construcción del Parque Benito Juárez en el asentamiento donde solía estar dicho recinto taurino, tomando por asalto el edificio sede del municipio y prendiéndole fuego.
En el 2023, bajo la administración de Pedro Couoh, se remodeló el centro histórico y se hicieron cambios menores en las banquetas y elementos ornamentales del palacio municipal, así como reemplazo de puertas, cambio de ventanas, restauraciones en las paredes y techos.

## Galería

Galería
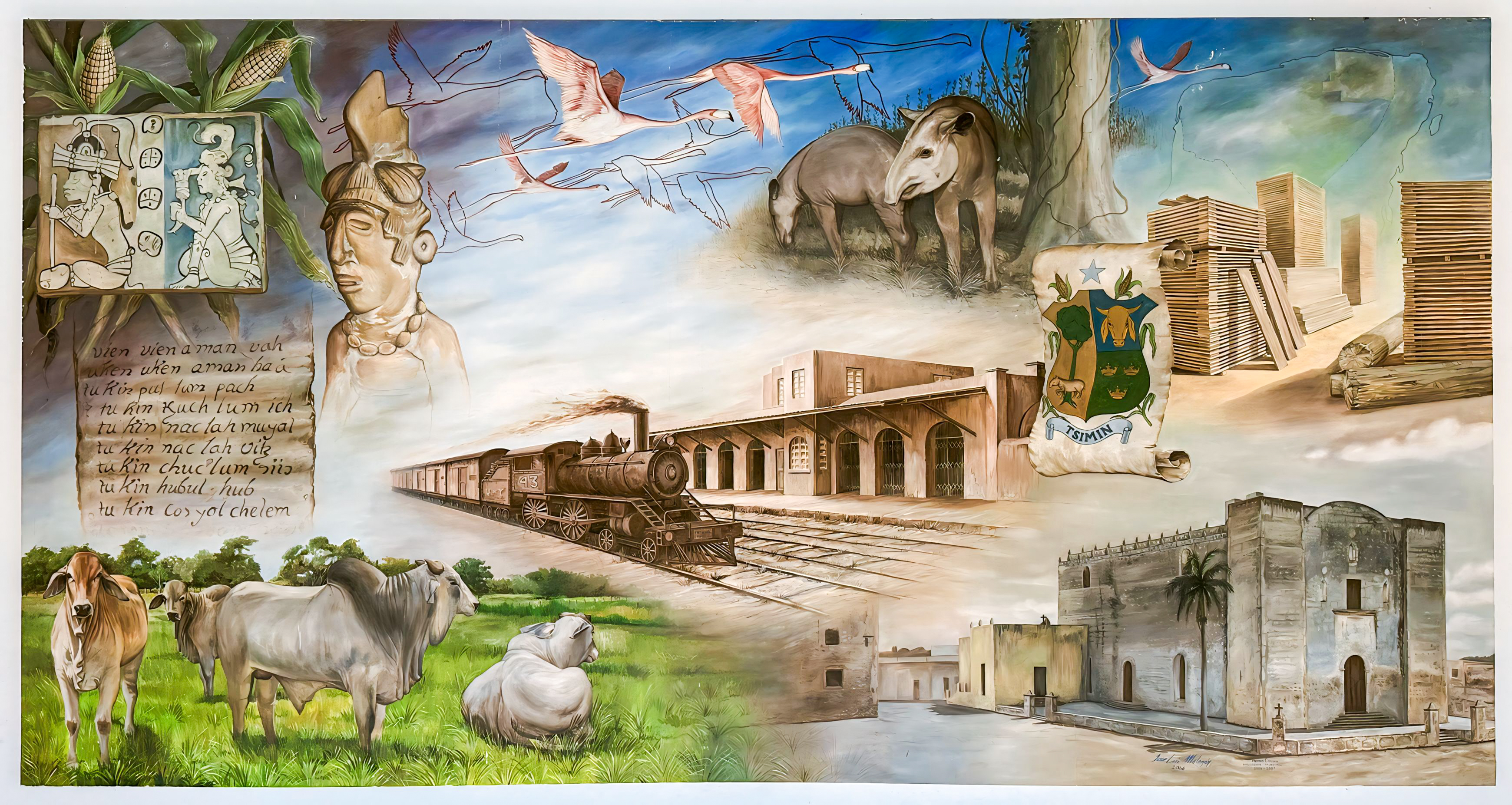